# Gutshaus Tauer

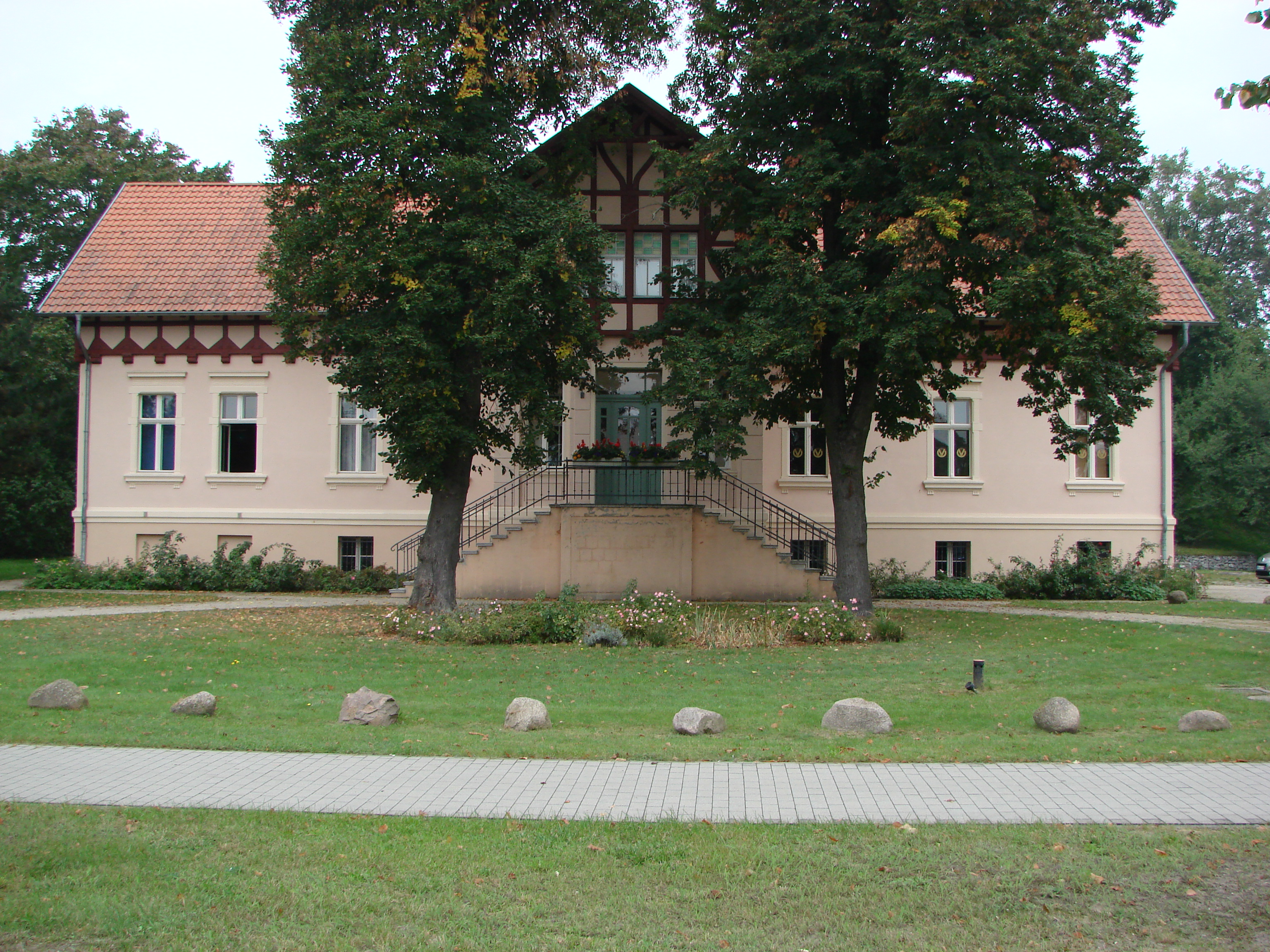
Gutshaus Tauer (2014)

Das Gutshaus Tauer, nach dem Bauherrn auch als Villa Buder bezeichnet, ist ein Herrenhaus in der Gemeinde Tauer im Landkreis Spree-Neiße in Brandenburg. Das Gebäude ist ein eingetragenes Baudenkmal in der Denkmalliste des Landes Brandenburg.

## Geschichte und Architektur
Das Gutshaus Tauer befindet sich südwestlich des Dorfangers. Es wurde um das Jahr 1910 im Auftrag der Gutsbesitzerfamilie Buder gebaut. Bei der Bodenreform in der Sowjetischen Besatzungszone nach dem Zweiten Weltkrieg wurde die Familie enteignet, dem letzten Besitzer Theodor Buder wurde jedoch ein lebenslanges Wohnrecht eingeräumt. In weiteren Wohnungen wurden Unterkünfte für Vertriebene aus den Ostgebieten des Deutschen Reiches und 1947 ein Schulraum eingerichtet. Nach dem Tod Theodor Buders im Jahr 1953 wurde das Gutshaus als Bürgermeisteramt, Standesamt, Arztpraxis und Jugendclub genutzt. Nach einer Sanierung dient das ehemalige Gutshaus heute als Gemeindebüro, des Weiteren werden die Räume durch einen Friseur und ein Steuerberatungsbüro sowie als Billardraum des SV 1920 Tauer genutzt.
Das Gutshaus ist ein eingeschossiger Putzbau mit hohem Souterrain und Satteldach. Über dem Souterrain befindet sich ein umlaufendes Gurtgesims. Auf der zur Straße gewandten Seite hat das Gebäude einen zweiachsigen Mittelrisalit mit Putzquaderung und eine zweiflügelige Freitreppe. An den Seiten befinden sich drei beziehungsweise vier hochrechteckige Fenster mit gerader Verdachung. Die Giebelfelder und der Kniestock sind als Fachwerk ausgeführt; in den Giebelfeldern liegen jeweils vier Fenster. Im Norden hat das Gutshaus einen über fast die gesamte Gebäudebreite reichenden, eingeschossigen Anbau mit Pultdach. Im Inneren des Gebäudes befinden sich eine Treppe, zwei bauzeitliche Kachelöfen und einige Türen mit jugendstilartigen Beschlägen.